# Aisonia
Aisonia (en griego: Αισωνία) es un antiguo municipio de Grecia en la periferia de Tesalia. En el censo de 2001 su población era de 3031 habitantes.
Fue suprimido a raíz de la reforma administrativa del Plan Calícrates en vigor desde enero de 2011, e integrado en el municipio de Volos.